# Roskambrug (Katwijk)
De Roskambrug is een vaste brug over de Overrijn, een tak van de Oude Rijn, in Katwijk aan den Rijn in de Nederlandse provincie Zuid-Holland.
De brug maakt deel uit van de Turfmarkt en is genoemd naar de herberg De Roskam op dit plein.
Bij de brug staat sinds 1996 een bronzen beeld Schaatsers van Gerard Brouwer.

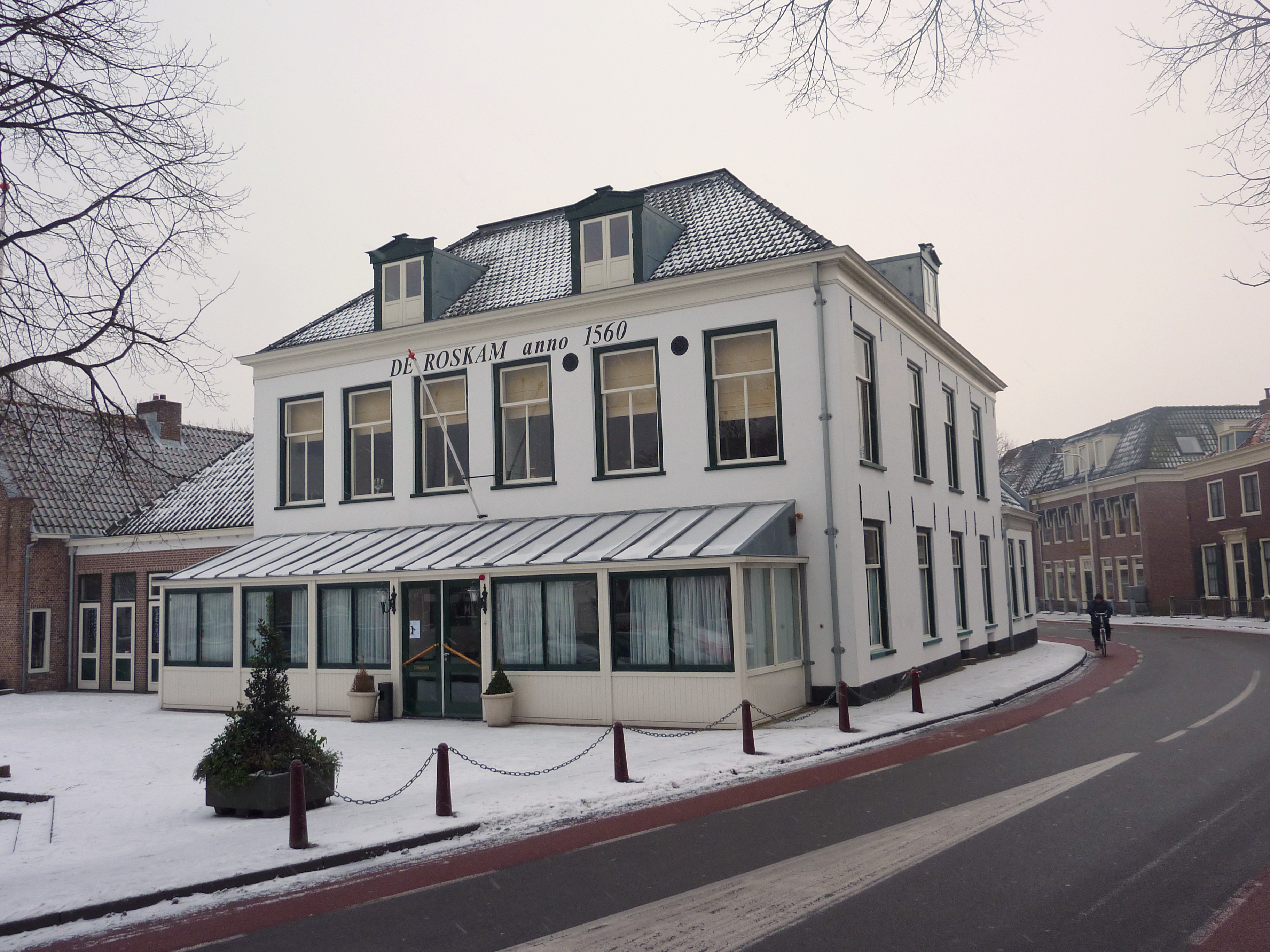
"De Roskam" aan Turfmarkt en Rijnstraat
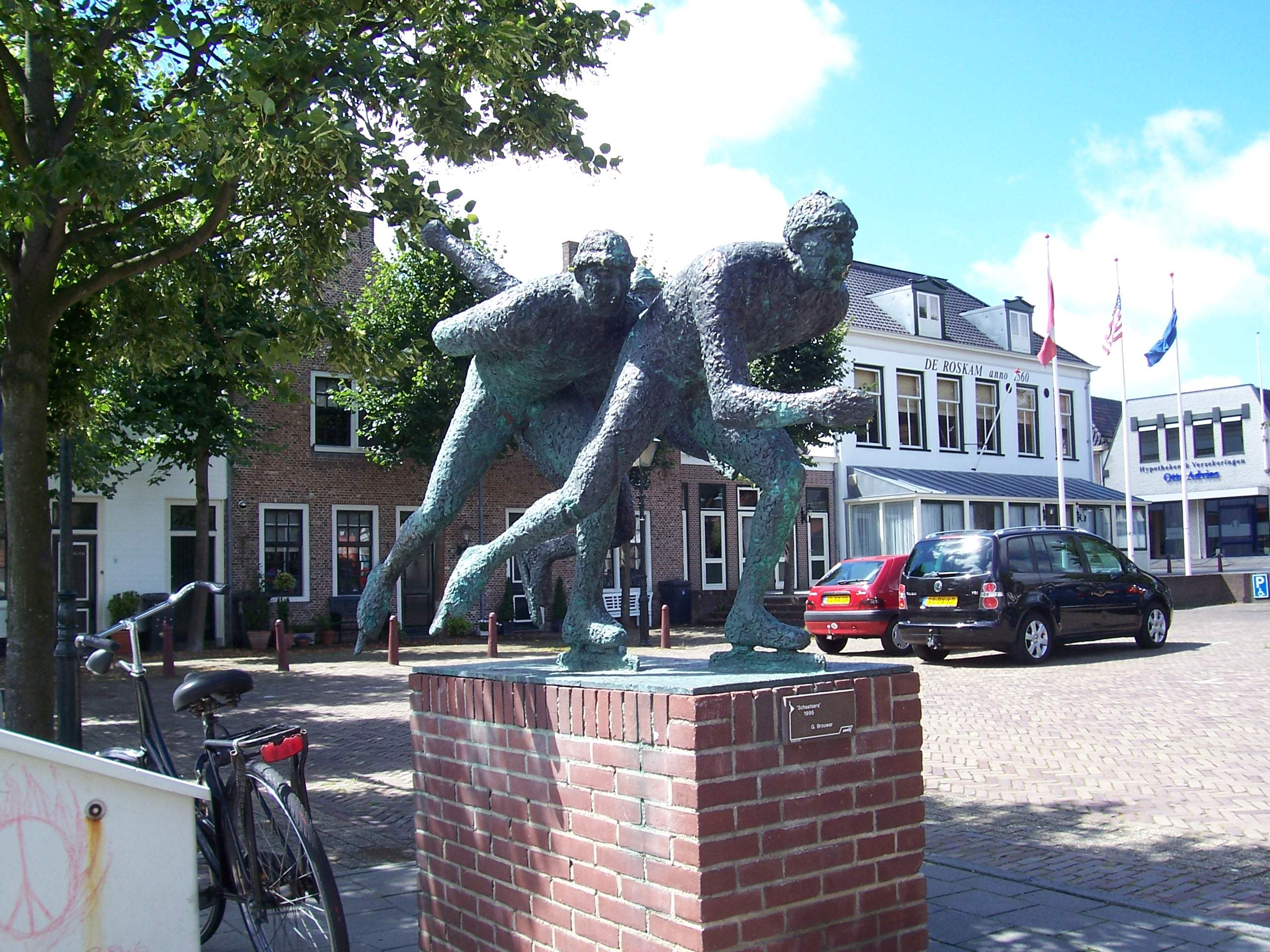
"Schaatsers" op de Turfmarkt bij de brug